# Favolaschia amoene-rosea
Favolaschia amoene-rosea es una especie de hongos basidiomicetos de la familia Mycenaceae, del orden  Agaricales.